# Ľuboš Štefan
Ľuboš Štefan (* 10. října 1966) je bývalý slovenský fotbalista, obránce. Po skončení aktivní kariéry působí jako trenér v nižších soutěžích.

## Fotbalová kariéra
V lize hrál za Tatran Prešov (1985–1992). Nastoupil ke 133 utkáním a dal 3 góly. Za reprezentační B-tým nastoupil v 1 utkání, za reprezentaci do 21 let nastoupil v letech 1986–1987 ve 12 utkáních a dal 1 gól. Jeho otec Ľudovít Štefan byl ligový fotbalista Prešova.

## Ligová bilance
| Ročník                                   | Zápasy | Góly | Klub          |
| ---------------------------------------- | ------ | ---- | ------------- |
| 1. československá fotbalová liga 1985/86 | 27     | 0    | Tatran Prešov |
| 1. československá fotbalová liga 1986/87 | 24     | 1    | Tatran Prešov |
| 1. československá fotbalová liga 1987/88 | 29     | 1    | Tatran Prešov |
| 1. československá fotbalová liga 1990/91 | 28     | 1    | Tatran Prešov |
| 1. československá fotbalová liga 1991/92 | 25     | 0    | Tatran Prešov |
| CELKEM                                   | 133    | 3    |               |